# Heidelerche

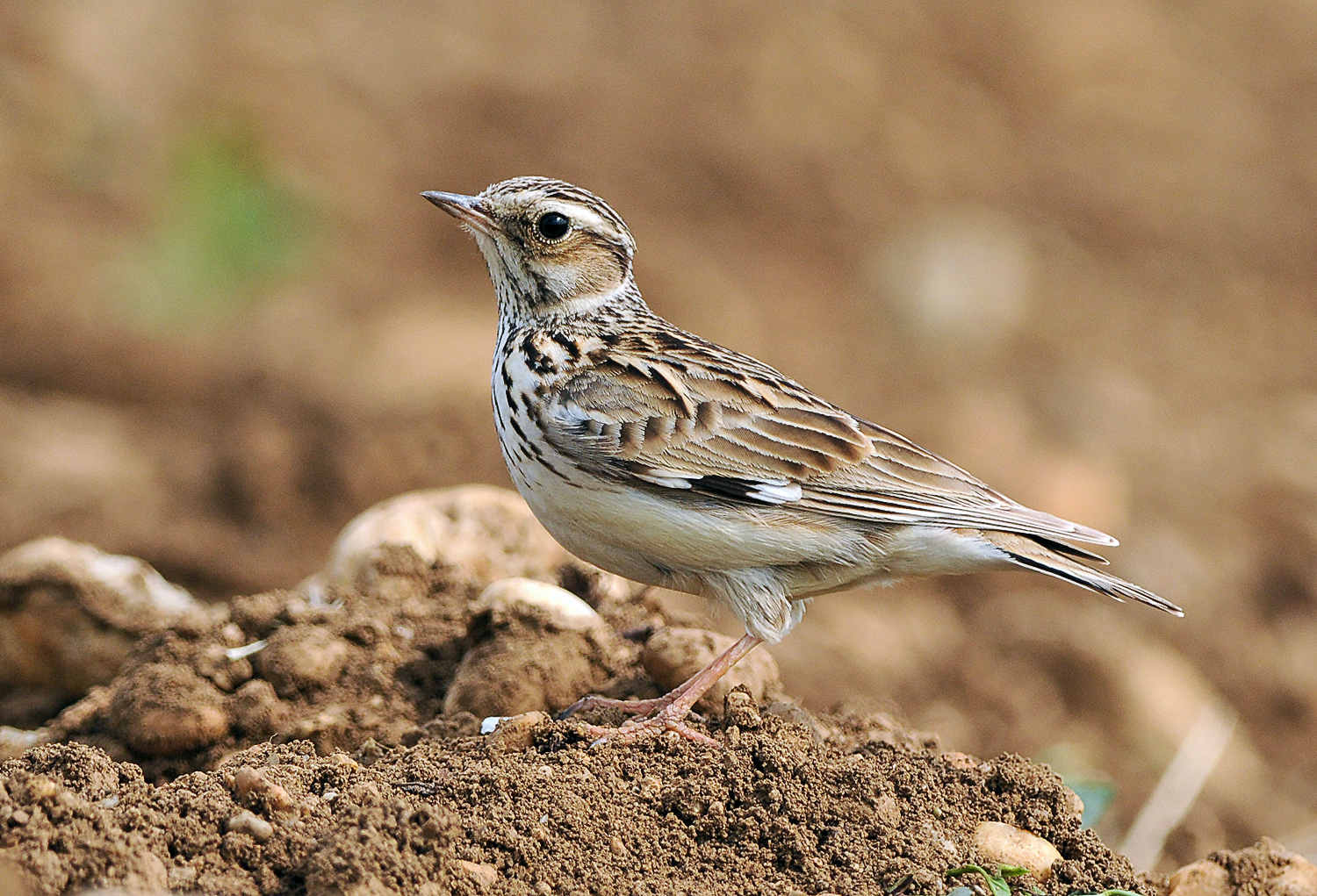
Heidelerche

Die Heidelerche (Lullula arborea) ist eine Vogelart aus der Familie der Lerchen (Alaudidae). Diese kleine Lerchenart besiedelt die südwestliche Paläarktis von England und Portugal bis in den Nordwesten des Iran und Turkmenistan. Sie bewohnt vor allem sonnige Offenflächen in oder am Rande von Wäldern. Die Art ist in Mitteleuropa ein mäßig häufiger Brutvogel und verbringt den Winter in Südwesteuropa sowie im nördlichen Mittelmeerraum.

## Merkmale
Die Heidelerche hat eine Körperlänge von 13,5 bis 15 cm und ist damit deutlich kleiner als die bekanntere Feldlerche, der Schwanz ist auffallend kurz. Die Grundfarbe der Oberseite ist stumpf hellbraun. Oberkopf und oberer Rücken sind auf diesem Grund fein hellbeige und dunkel längsgestreift, der Bürzel ist einfarbig braun. Die Schwingen sind dunkel graubraun. Die großen Handdecken sind an der Basis weiß, in der Mitte breit schwarz und an der Spitze gelblich weiß und bilden ein beim sitzenden Vogel gut sichtbares Abzeichen am Flügelbug. Der Schwanz ist graubraun, die Spitzen der von innen nach außen gezählt dritten bis fünften Steuerfeder haben einen kleinen weißen Spitzenfleck, die äußerste (sechste) Steuerfeder ist am Ende weißlich braun aufgehellt.
Die Art zeigt einen kräftigen hellen Überaugenstreif, die beiden Überaugenstreife vereinen sich am Hinterkopf v-förmig. An der hinteren Kopfseite grenzt an den Überaugenstreif unten eine feine dunkelgraue Linie, die dann an der Unterkante des Auges entlang nach vorn bis zum Schnabelwinkel verläuft und auch die Ohrdecken vorn begrenzt. Die Ohrdecken sind kräftig rotbraun und hellen nach vorn auf. Der Bartstreif ist breit weiß, der Kinnstreif ebenfalls dunkelgrau, die Kehle ist weiß. Die obere Brust ist auf weißlichem Grund fein hellbeige und dunkel längsgestreift, der übrige Bauch und die Flanken sind weiß.
Die Beine sind gelblich braun bis fleischfarben, der schlanke Schnabel ist braungrau und an der Basis aufgehellt.

Der Singflug der Heidelerche

## Lautäußerungen
Der melodische Gesang wird überwiegend aus einem Singflug vorgetragen, seltener und dann kürzer vom Boden oder von Warten. Er ist weich und melodisch und besteht aus Reihen kurzer Silben, die anfangs langsam, dann immer schneller aufeinander folgen und zum Schluss der Strophe lauter und tiefer werden. Nach jeder Strophe folgt eine Pause. Der Gesang lässt sich etwa wie „li, li-li-lililiLÍlülü … ÍÍ-lü ÍÍ-lü ÍÍ-lü-ÍÍlu-ÍÍluÍÍlu“ usw. wiedergeben. Durchzügler rufen weich flötend „TLUii-TLUii“.

## Verbreitung und Lebensraum

Verbreitungsgebiet der Heidelerche:
Brutgebiete
Ganzjähriges Vorkommen
Migration
Überwinterungsgebiete

Das Verbreitungsgebiet der Heidelerche umfasst große Teile der südwestlichen Paläarktis von England und Portugal bis in den Nordwesten des Iran und Turkmenistan. Die Nordgrenze der Verbreitung dieser relativ wärmebedürftigen Art verläuft in Europa durch den Süden Englands, den Süden von Skandinavien und Finnland und weiter östlich durch Karelien und das mittlere Russland. Im Süden reicht die Verbreitung bis Nordafrika, Zypern, Israel, bis in den Norden Syriens und den Nordwesten des Irak. Sie bewohnt vor allem sonnige, trockene Offenflächen in oder am Rande von Wäldern wie Kahlschläge, Brandflächen und breite Schneisen, aber auch Heiden, die Randzonen von Mooren sowie Streuobstwiesen. Wichtige Habitatelemente sind niedrige grasige Vegetation unter 5 cm Höhe und vegetationsfreie Flächen für die Nahrungssuche sowie Sitzwarten in Form von Büschen oder Bäumen. Im Sauerland brüten Heidelerchen in den 18.000 ha Weihnachtsbaumkulturen. Allein im Hochsauerlandkreis wurden 2017 400 Brutpaare nachgewiesen, während dort sonst nur fünf Paare in Heiden brüten.

## Ernährung
Die Nahrung besteht sowohl aus tierischen als auch aus pflanzlichen Bestandteilen. Im Sommer werden vor allem Wirbellose aller Art sowie Samen gefressen, im Frühjahr vor allem frisch austreibende Gräser, kleine Blätter und Knospen.

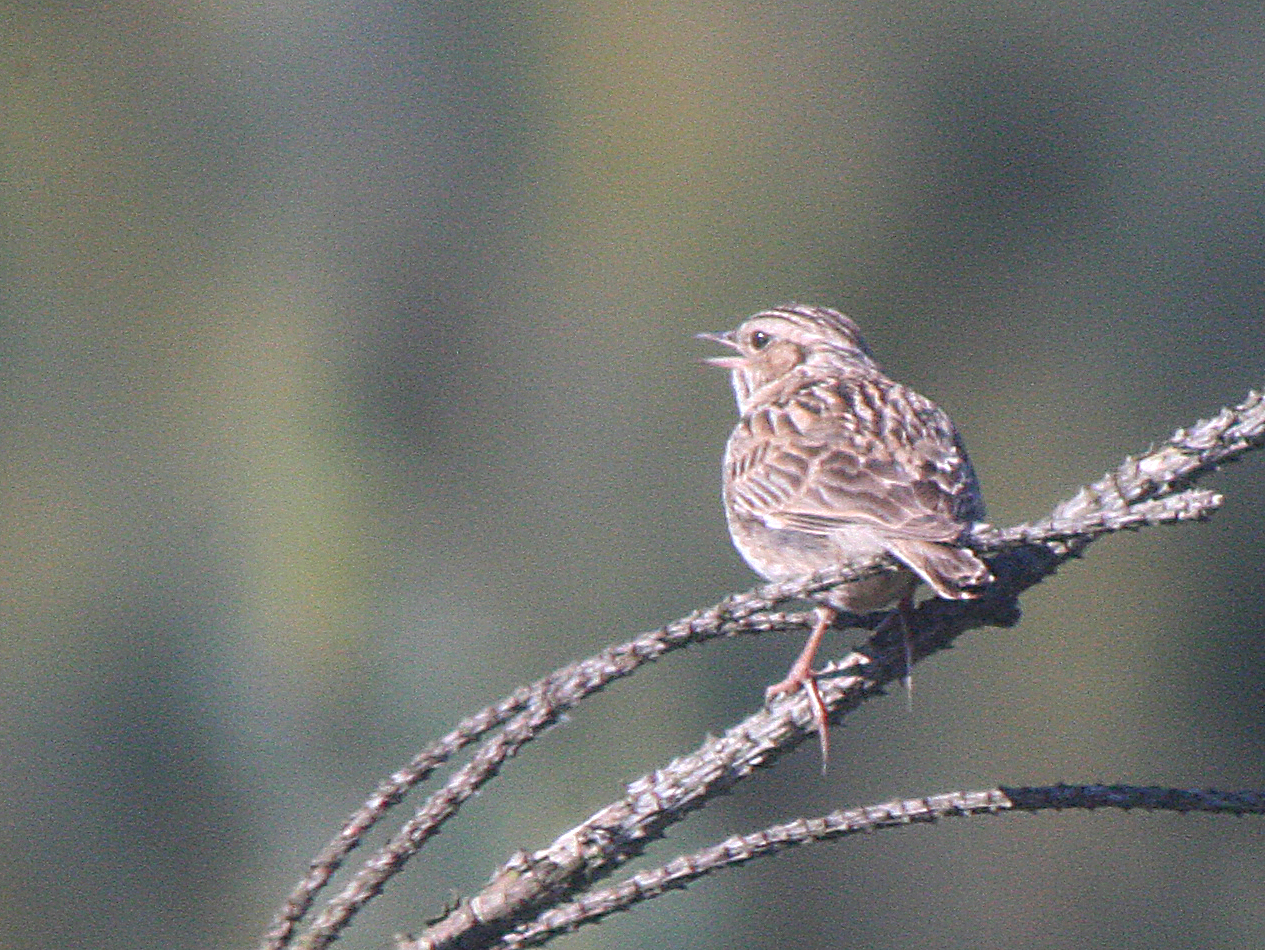
Singende Heidelerche auf einer Warte

## Fortpflanzung

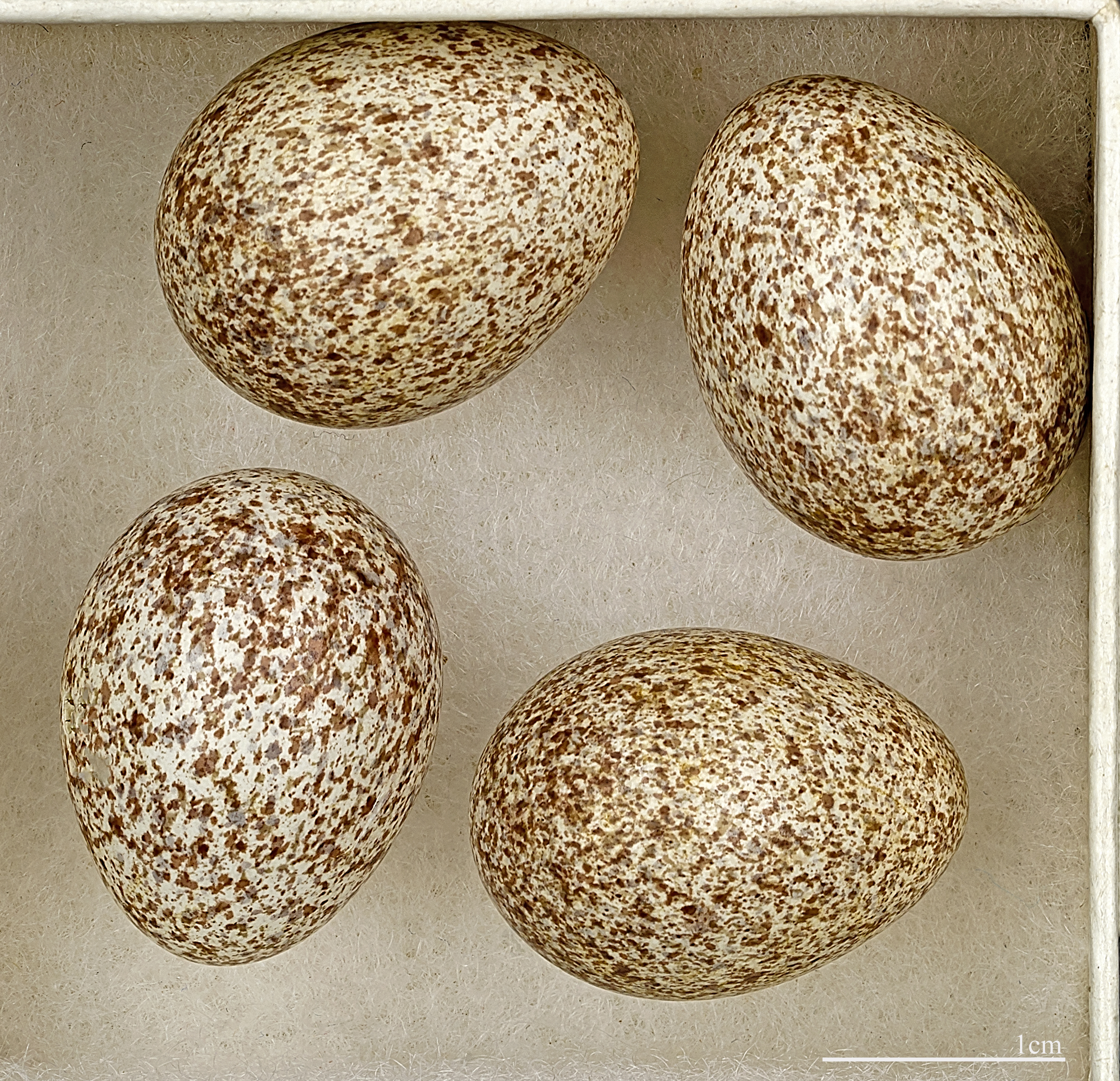
Eier der Heidelerche

Das Nest wird am Boden in der Vegetation versteckt angelegt. Es besteht aus nach innen immer feiner werdendem pflanzlichem Material, die Mulde ist mit feinen Wurzeln ausgekleidet. Die Eiablage erfolgt in Mitteleuropa frühestens um den 20. März, meist Ende März bis Anfang April. Zweitbruten sind in Mitteleuropa selten, kommen in Südeuropa aber wohl regelmäßig vor. Das Gelege besteht aus 2–7, meist 3–6 Eiern, die auf weißlichem Grund sehr fein und dicht bräunlich gepunktet sind. Die Brutzeit dauert 13–15 Tage. Die Bebrütung erfolgt ausschließlich durch das Weibchen, auch die Nestlinge werden bis zum Alter von 5–8 Tagen nur vom Weibchen gehudert, danach aber von beiden Eltern gefüttert. Die Jungvögel können mit 7 Tagen laufen und mit 12 Tagen schon kurze Strecken fliegen, nach 16 Tagen sind sie flügge.

## Wanderungen
Die Heidelerche ist in Mittel-, Ost- und Nordeuropa ganz überwiegend Kurzstreckenzieher. Der Abzug aus den Brutgebieten erfolgt ab Mitte September und dauert bis Ende Oktober oder Anfang November mit letzten Nachzüglern im Dezember. Die Vögel überwintern vor allem im Westen Frankreichs, auf der Iberischen Halbinsel und im nördlichen Mittelmeerraum, einzelne Winternachweise gibt es aber aus fast ganz Mitteleuropa bis nach Polen und Tschechien sowie selten selbst in Südskandinavien. Der Heimzug durch Mitteleuropa erfolgt ab Mitte Februar, die Brutreviere werden überwiegend bis Ende März besetzt.

## Bestand und Gefährdung
Gesicherte Angaben zum Weltbestand gibt es nicht, die IUCN gibt als grobe Schätzung für den europäischen Bestand 2,5–6,5 Millionen Individuen an. Die Art ist laut IUCN nicht gefährdet.
Für Deutschland wird der Bestand 2011–2016 auf 27.000–47.000 Reviere geschätzt. In weiten Teilen Deutschlands ist die Art seit Beginn des 20. Jahrhunderts rückläufig. Seit den 1960er Jahren hat der Bestand teils drastisch abgenommen, die Bestände sind teils auf einen Bruchteil der früheren Zahlen zurückgegangen. Zu lokalen Bestandszunahmen kam es dagegen auf Kahlschlägen, Windwurf- und Waldbrandflächen, auf nährstoffarmen Ackerbrachen und auf entbuschten und wiederbeweideten Schafweidenflächen sowie Truppenübungsflächen in trockenen, sandigen Gebieten. Für Österreich wird der Brutbestand 1998 bis 2002 auf 700 bis 900 angegeben, Tendenz stark zunehmend. Für die Schweiz wird der Bestand 1993 bis 1996 mit 250 bis 500 angegeben, Tendenz abnehmend.

## Varia
- Mit namentlichen Bezug zur Heidelerche und ihren Sangeskünsten traten vier junge Mädchen als Schmannewitzer Heidelerchen im elterlichen Café Jacob auf, bevor sie später als Jacob Sisters überregional bekannt wurden.